# Хронология операции «Страж процветания»
Операция «Страж процветания» (англ. Operation Prosperity Guardian) — военная операция, объявленная 18 декабря 2023 года министром обороны США Ллойдом Остином и проводимая коалицией во главе с США в Красном море и Аденском заливе с целью защиты и разблокирования международного судоходства.

## Ход событий

### 2023 год
18 декабря 2023 года министр обороны США объявил о формировании международных сил безопасности на море в рамках операции, цель которой — противодействие угрозам со стороны поддерживаемых Ираном сил хуситов международной морской торговле после нескольких недель нападений на коммерческие суда и объявил о начале операции «Страж процветания» под эгидой Объединённых морских сил и во главе с командованием её Оперативной группы 153, которая занимается обеспечением безопасности в Красном море.
В период с 18 декабря по 26 декабря 2023 года хуситы атаковали дронами и баллистическими ракетами ещё пять кораблей в Красном море. Международные силы безопасности ни в один из этих инцидентов не вмешивались.
31 декабря 2023 года военные вертолёты США в Красном море потопили три катера хуситов, которые атаковали контейнеровоз компании Maersk Line.

### 2024 год
3 января 2024 года США и их союзники предъявили хуситам окончательный ультиматум с требованием прекратить их деятельность, подрывающую свободу судоходства.
В ночь с 9 на 10 января 2024 года британский эскадренный миноносец HMS Diamond вместе с американскими кораблями отразили крупнейшую атаку хуситов в Красном море.
10 января хуситы из йеменского мятежного движения "Ансар Аллах" атаковали с помощью беспилотников, а также баллистических и противокорабельных ракет американский корабль, «обеспечивавший поддержку» Израиля. Об этом заявил военный представитель движения Яхья Сариа.
11 января 2024 года Совет Безопасности ООН принял резолюцию, осуждающую агрессию хуситов в Красном море. За неё проголосовали 11 членов Совета Безопасности, голосовавших против не было, четыре члена воздержались (Алжир, Китай, Мозамбик и Россия).
12 января 2024 года США и Великобритания нанесли удары по объектам хуситов в Йемене после того, как группировка проигнорировала ультиматум о прекращении атак на корабли.

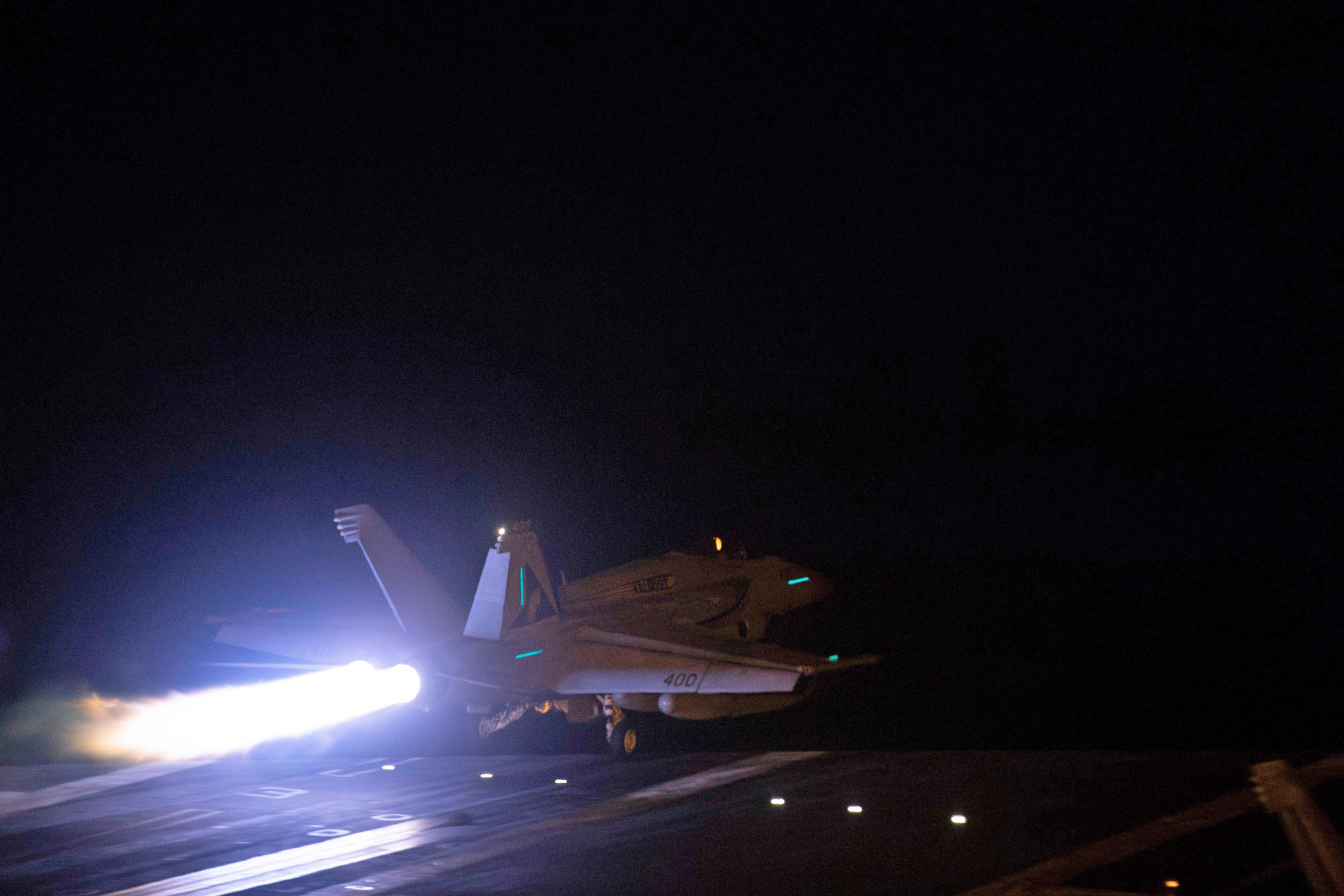
Самолёт ВМС США F/A-18 взлетает с авианосца для нанесения ударов по объектам в Йемене.

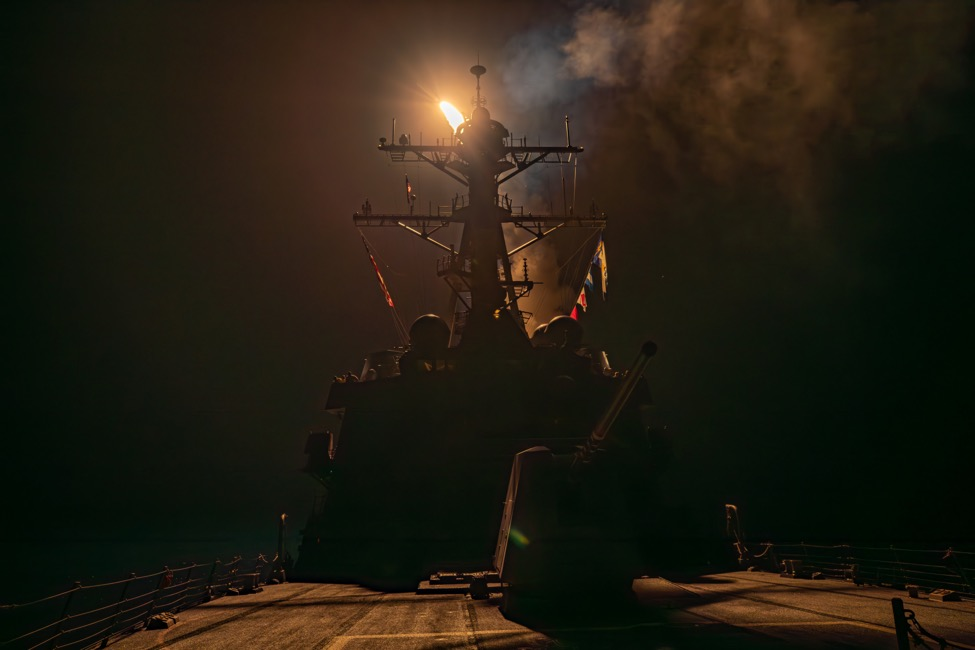
Запуск ракет «Томагавк» с американского эсминца.

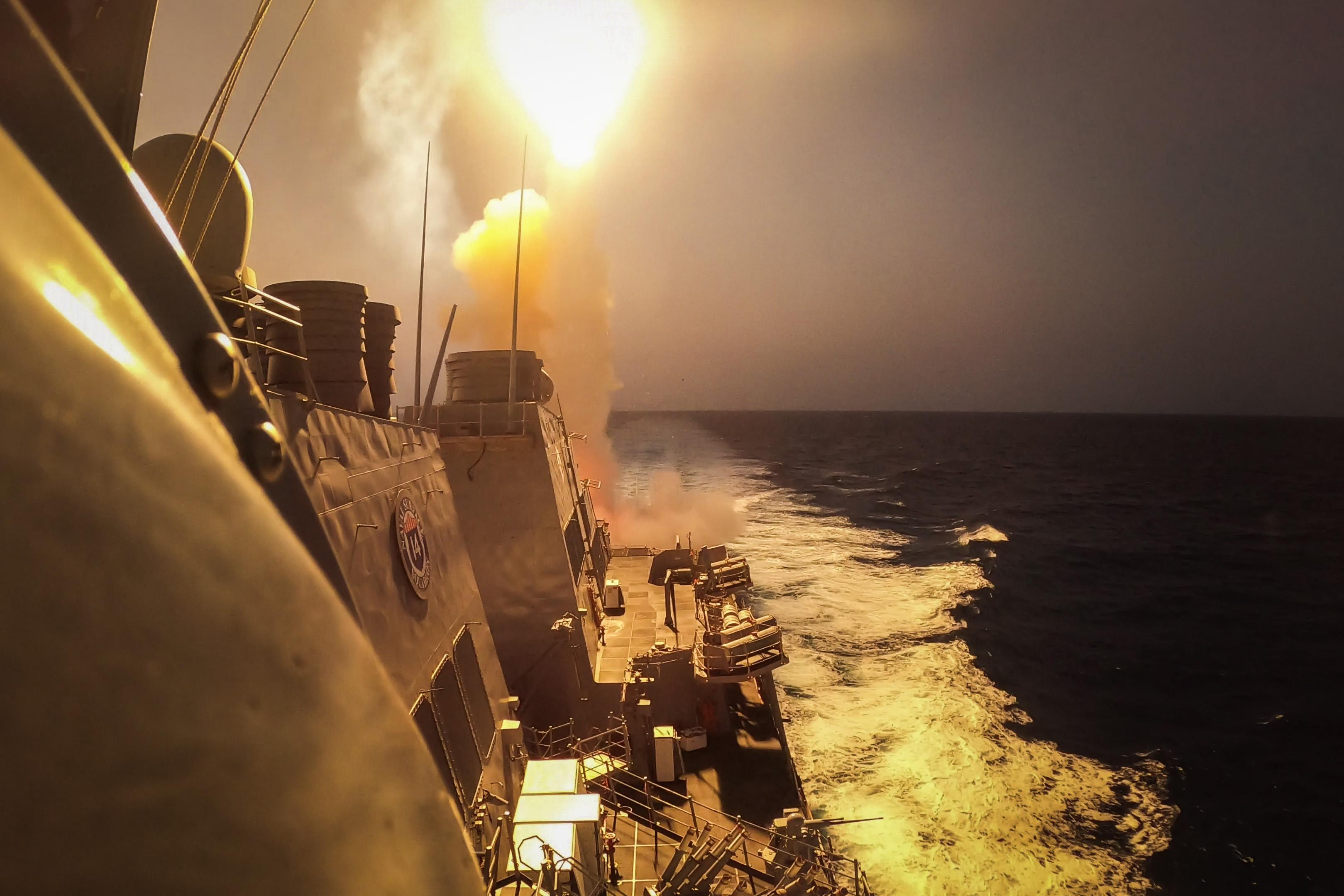
Эсминец USS Carney сбивает ракеты хуситов.

13 января были нанесены новые удары по объектам хуситов в Йемене.
15 января балкер Eagle Gibraltar, принадлежащий компании Eagle Bulk, получил попадание ракетой в левый борт. На момент атаки судно находилось в 177 километрах от Адена. Ответственность за инцидент хуситы не взяли.
16 января йеменские хуситы нанесли ракетный удар по грузовому судну Zografia, шедшему под флагом Мальты в южной части Красного моря, сообщило Центральное командование вооруженных сил США (CENTCOM). Судно получило повреждения, но остаётся на плаву и продолжает движение по Красному морю, отмечается в сообщении. Командование также сообщило, что после нападения 15 января на контейнеровоз Gibraltar Eagle под флагом Маршалловых Островов американские военные уничтожили четыре установки противокорабельных баллистических ракет хуситов. Уточняется, что эти ракеты были подготовлены к запуску и представляли непосредственную угрозу как торговым судам, так и кораблям ВМС США в регионе.
22 января Пентагон опроверг информацию о ракетном ударе по грузовому судну Ocean Jazz ВМС США в Аденском заливе, ранее хуситы заявили, что нанесли удар по судну военно-морского флота США.
26 января йеменские хуситы атаковали нефтяной танкер Marlin Luanda нефтетрейдера Trafigura, который перевозил российские нефтепродукты. В результате атаки произошло возгорание в одном из грузовых танков. В Trafigura уточнили, что сообщений о пострадавших не поступало. По данным Marine Traffic, судно шло под флагом Маршалловых Островов и должно было прибыть в Сингапур 8 февраля.
28 января силы США захватили современное оружие и другую летальную помощь из Ирана, которые направлялись в удерживаемые хуситами районы Йемена на судне в Аравийском море.
18 февраля йеменские хуситы нанесли удар баллистической ракетой по сухогрузу Rubymar, следовавшего под флагом Белиза из Объединённых Арабских Эмиратов в Болгарию. Агентство Associated Press заявило, что из-за атаки британское судно оказалось под угрозой затопления, поэтому экипаж был вынужден покинуть его . 3 марта США подтвердили затопление судна. Хуситы пообещали продолжать топить британские корабли.
5 марта министр телекоммуникаций хуситов Мисфер Аль-Нумайр заявил, что суда должны будут получать разрешение от Управления по морским делам Йемена, контролируемого хуситами, прежде чем войти в воды Йемена.
9 марта после атаки хуситов на сухогруз Propel Fortune, военнослужащие армии США, Великобритании и Франции предприняли серию действий, направленных на ликвидацию БПЛА хуситов. В общей сумме было уничтожено 15 аппаратов.
15 июля йеменские хуситы атаковали три судна в Красном и Средиземном морях с помощью баллистических ракет, беспилотных летательных аппаратов и заминированных лодок-ловушек.
17 июня йеменское движение «Ансар Аллах» заявило об очередной атаке в Красном и Аравийском морях. Представитель хуситов Яхья Сареа сообщил, что удары были нанесены в сторону эсминца военно-морских сил США, а также по двум коммерческим судам.
20 июля ВВС Израиля нанесли массированный авиаудар по нефтяным объектам в городе Ходейда на западе Йемена. В налёте принимали участие не менее 12 самолётов.
1 августа ВМС США сосредоточили в Восточном Средиземноморье и Персидском заливе 12 боевых кораблей в условиях обострения ситуации в регионе после убийства лидера палестинской террористической группировки ХАМАС Исмаила Хании и командира ливанского шиитского движения «Хезболла» Фуада Шукра.
7 августа йеменские хуситы атаковали контейнеровоз Contship Ono под флагом Либерии и два американских эсминца.
31 августа хуситы нанесли удар по контейнеровозу Groton в Аденском заливе. Об этом сообщил представитель группировки Яхья Сариа.
8 сентября американские военные за сутки уничтожили три беспилотных летательных аппарата (БПЛА) и две ракетные системы хуситов. Об этом сообщило Центральное командование ВС США. В то же время военный представитель хуситов Яхья Сариа заявил, что средства противовоздушной обороны йеменского движения «Ансар Аллах» сбили разведывательно-ударный беспилотник MQ-9 Reaper над Йеменом.
27 сентября йеменские хуситы атаковали три американских военных эсминца в Красном море.
4 октября американские и британские истребители атаковали позиции хуситов в столице Йемена Сане, а также ударили по портовому городу Ходейда на побережье Красного моря.

## Cм.также
- Хронология войны в Газе (с 2023)